# 前田孝本
前田 孝本（まえだ たかもと、文化5年4月8日（1808年5月3日） - 安政3年9月12日（1856年10月10日））は、加賀藩年寄。加賀八家前田対馬守家第11代当主。
父は加賀藩年寄前田孝友。子は前田孝中。養子は前田本文。幼名豊之助。通称大炊。官位は従五位下、美作守。

## 生涯
文化5年（1808年）、孝友の子として生まれる。文政4年（1821年）、父の隠居により家督と1万8500石の知行を相続する。
年寄として藩主前田斉広、斉泰に仕えた。天保2年（1831年）、美作守叙任。天保4年（1833年）11月、前田治脩の二十五回忌法要で藩主名代を務める。天保13年（1842年）、伊藤新之丞（前田本文）に500石を分知し、前田直成の家名を相続させる。直成は対馬守家2代前田直知の三男で、子の直良は祖母祖心尼の養子として旗本になったため跡が絶えていた。天保14年（1843年）に執政奥村栄実が死去すると、年寄本多政和とともに藩政を主導するが、嘉永2年（1849年）に藩政改革派・黒羽織党の領袖長連弘に政権を譲った。安政3年（1856年）、江戸藩邸で死去。享年49。戒名は仏心院殿前作州刺史従五位下黙外源徹大居士。家督は、嫡男孝中が相続するも、翌年19歳で早世した。分家前田孝備の子孝敬が養子となって家督を継いだ。